# Controle de constitucionalidade no Brasil

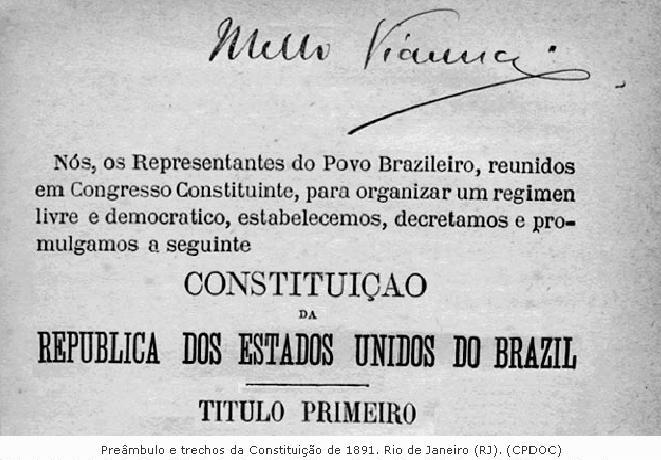
Preâmbulo da primeira constituição republicana do Brasil, de 1891.

Entende-se como a definição mais abrangente do controle de constitucionalidade "a relação que se estabelece entre uma coisa - a Constituição - e outra coisa - um comportamento - que lhe está ou não conforme, que com ela é ou não compatível, que cabe ou não no seu sentido". Dessa forma, o controle de constitucionalidade envolve uma comparação, cujo parâmetro é a Constituição e o objeto são os atos normativos.
Há de se ressaltar, entretanto, que em algumas modalidades do controle de constitucionalidade, o parâmetro utilizado não se encontra no texto constitucional e o objeto do controle pode firmar-se em outros atos normativos, além da própria lei, bem como alguns dispositivos constitucionais, como ocorre no controle das Emendas Constitucionais, por exemplo.
Para que seja possível aplicar essa definição mais abrangente, é necessário que o ordenamento jurídico apresente 3 características principais. Primeiramente, a sua organização deve ser hierárquica, ou seja, com normas dotadas de superioridade em relação às demais. A Constituição apresenta-se, assim, tanto como parâmetro de controle, sendo utilizada como referência para analisar a constitucionalidade de uma norma, como também objeto de proteção do controle, uma vez que este é realizado com o intuito essencial de preservar a supremacia constitucional. Além disso, deve haver uma autoridade estatal que atue como guardião da Constituição, visando sempre a sua proteção. Por fim, essa autoridade deve ter a competência de examinar a compatibilidade dos demais dispositivos do ordenamento jurídico com a Constituição, isto é, ela deve verificar a relação entre o parâmetro do controle com o seu objeto, atestando ou não a sua conformidade.
Para que o controle de constitucionalidade preserve a sua eficácia, é imprescindível que a decisão final possua força jurídica no ordenamento, vinculando os demais poderes do Estado, bem como os particulares, a acatarem a sua decisão.

## Antecedentes históricos e evolução[3]

### Constituição de 1824
A primeira Constituição brasileira, outorgada por D. Pedro I, em 25 de março de 1824, não apresentava nenhuma ferramenta de controle de constitucionalidade de atos do poder público a ser realizado pelo judiciário. Pelo contrário, atribuía ao Poder Legislativo, segundo o art. 15, incisos VIII e IX da Carta Magna, a atribuição de “fazer leis, interpretá-las, suspendê-las e revogá-las”. Dessa maneira, o Poder Judiciário não era constitucionalmente competente para ser o “Guardião da Constituição”, como ocorre nos dias atuais.
A Constituição do Império também concedia ao Imperador um Poder Moderador, o qual permitia o monarca, nos termos do artigo 98, realizar  a “manutenção da independência, equilíbrio e harmonia dos demais Poderes Políticos”. Nesse contexto, o Poder Moderador se sobrepunha ao Executivo, Legislativo e Judiciário, inspecionando toda a organização política do país e todos os atos do poder público.
Como consequência, além de não ser constitucionalmente competente, o Judiciário não possuía o espaço institucional para realizar o controle de constitucionalidade, visto que o próprio Imperador era quem deveria garantir a plena divisão dos poderes, fiscalizando os atos e as omissões de cada um deles.

### Constituição de 1891
A Constituição da República dos Estados Unidos do Brasil, promulgada em 24 de fevereiro de 1891, introduziu a noção de controle de constitucionalidade das leis a ser exercido pelo Poder Judiciário. Em seu artigo 60, §1º, alínea a, era concedido ao STF competência para julgar os recursos, sempre que se questionasse “sobre a vigência ou a validade das leis federais em face da Constituição”. Assim, a Constituição de 1891 reconhecia que tanto as Justiças da União, quanto as Justiças dos Estados poderiam julgar a legitimidade das leis, ficando ao STF a possibilidade de confirmar ou revogar a decisão através de recurso.
Constata-se, então, que o modelo de controle de constitucionalidade adotado em 1891 era realizado através de uma fiscalização difusa, incidental e sucessiva. Entretanto, como havia diversos órgãos judiciais competentes para declarar a inconstitucionalidade de uma lei, o sistema adotado apresentava sérios problemas: a recorrência de decisões conflitantes era constante, propiciando um estado de incerteza e de insegurança jurídica.

### Constituição de 1934
Promulgada em 16 de julho de 1934, a Constituição da República dos Estados Unidos do Brasil manteve a fiscalização constitucional difusa, incidental e sucessiva. Porém, estabeleceu modificações importantes no controle de constitucionalidade brasileiro, buscando, principalmente, sanar os vícios presentes na Constituição de 1891.
O art. 76, inciso III, alíneas b e c conservava a competência da Suprema Corte para julgar e recusar a inconstitucionalidade anteriormente decretada pelos Tribunais ordinários. Porém, o art. 179 estipulava que tais Tribunais só poderiam declarar a inconstitucionalidade de lei ou ato do poder público “por maioria absoluta de votos da totalidade de seus juízes”. Assim, a declaração de inconstitucionalidade por cortes inferiores era dificultada, buscando atingir um menor número de decisões conflitantes e uma maior segurança jurídica.
Além disso, o artigo 91 afirmava que o Senado Federal poderia “suspender a execução, no todo ou em parte, de qualquer lei ou ato, deliberação ou regulamento, quando hajam sido declarados inconstitucionais pelo Poder Judiciário”.  Em outras palavras, competiria ao Senado, quando informado pelo Procurador-Geral da República, a suspensão da aplicação de qualquer lei ou ato declarados inconstitucionais pelo Judiciário, criando o que se denomina de “representação interventiva”. A Constituição de 1934, portanto, dava os primeiros passos em direção ao controle concentrado de constitucionalidade.

### Constituição de 1937
A quarta Constituição brasileira, imposta de maneira autoritária em 10 de novembro 1937, manteve em sua essência o modelo de controle de constitucionalidade instituído em 1891, mas, também apresentou retrocessos. O artigo 101 mantinha a competência da Suprema Corte para julgar, em recurso, as ações de controle de constitucionalidade que já haviam sido julgadas por Tribunais inferiores. Além disso, o artigo 96 também preservava que a declaração de inconstitucionalidade só poderia ocorrer por maioria absoluta dos Juízes.
Porém, o parágrafo único do art. 96 constituía um claro regresso no sistema de controle de constitucionalidade. Segundo este dispositivo, se uma lei fosse declarada inconstitucional e o Presidente da República acreditasse que tal inconstitucionalidade fosse contrária ao interesse nacional, ele poderia submeter a decisão do judiciário ao exame do Parlamento, que tinha a possibilidade de tornar sem efeito a decisão proferida pelo Tribunal.
Dessa forma, a revisão constitucional realizada pelo Judiciário poderia ser facilmente contornada pelo Executivo e pelo Legislativo, enfraquecendo a superioridade do Poder Judiciário na realização do controle de constitucionalidade das leis.

### Constituição de 1946
A Constituição dos Estados Unidos do Brasil de 1946, ao reconquistar o regime democrático, recuperou a supremacia do Poder Judiciário nas decisões de controle de constitucionalidade. A Carta Magna manteve o modelo incidental e difuso da Constituição de 1891, e também reestabeleceu inovações da Constituição de 1934 (que haviam sido abolidas pela Constituição de 1937), competindo ao Judiciário a palavra final em temas de matéria constitucional.
Através da Emenda Constitucional nº 16 (1965), foi instituído no Brasil o controle concentrado ou abstrato de constitucionalidade dos atos normativos federais e estaduais, com a formação da representação genérica de inconstitucionalidade. De acordo com o artigo 101, I da Constituição de 1946, o STF possuía a competência para processar e julgar “a representação contra inconstitucionalidade de lei ou ato de natureza normativa, federal ou estadual”. Assim, criava-se o que hoje é conhecido como Ação Direta de Inconstitucionalidade.
Entretanto, o sistema concentrado de constitucionalidade, que atribuía a competência ao STF, era limitado às ações diretas de inconstitucionalidade e às representações interventivas. Os Tribunais de Justiça da União e dos Estados, por outro lado, continuavam com a possibilidade de declarar a inconstitucionalidade de atos do poder público (controle difuso-incidental), constituindo um modelo misto de controle de constitucionalidade.

### Constituição de 1967
A Constituição do Brasil, outorgada em 24 de janeiro de 1967, não realizou grandes mudanças no sistema anterior de controle de constitucionalidade. Os recursos analisados pelo STF, a necessidade de maioria absoluta dos membros do tribunal para eficácia de decisão e a incumbência do Senado Federal de suspender a execução de lei ou decreto declarado inconstitucional por decisão do Supremo continuavam vigorando como na Constituição anterior. Ainda assim, a Constituição de 1967 realizou algumas alterações.
Com a Emenda Constitucional nº 01 de 1969, era admitida a competência aos Estados a realizar representação interventiva, visando a garantia dos princípios das Constituições estaduais. Além disso, a Emenda Constitucional nº 07 introduziu também duas outras novidades: primeiramente, estabeleceu a previsão de concessão de medida cautelar nas ações de representação genérica de inconstitucionalidade; além disso, também concedeu ao STF a competência de representação para fins de interpretação de lei ou ato normativo federal ou estadual.

### Constituição de 1988
Promulgada em 05 de outubro de 1988, a Constituição da República Federativa do Brasil manteve o arranjo dos métodos difuso-incidental e concentrado-principal, ao mesmo tempo que desenvolveu e enriqueceu o sistema judicial de controle de constitucionalidade. Entretanto a Constituição Federal alargou o modelo concentrado de constitucionalidade, instituindo a ação direta de inconstitucionalidade por omissão e a ação declaratória de constitucionalidade, a arguição de descumprimento de preceito fundamental e mantendo a ação direta de inconstitucionalidade interventiva.
De maneira sintética, o controle de constitucionalidade atual do Brasil abrange:
1. Controle difuso-incidental
2. Controle concentrado-principal
  - Ação Direta de Inconstitucionalidade 
    - ADIn
    - ADO

  - Ação declaratória de inconstitucionalidade interventiva (ADIN interventiva)
  - Ação Declaratória de Constitucionalidade (ADC)
  - Arguição de descumprimento de preceito fundamental (ADPF).

## Classificação Geral do Controle de Constitucionalidade

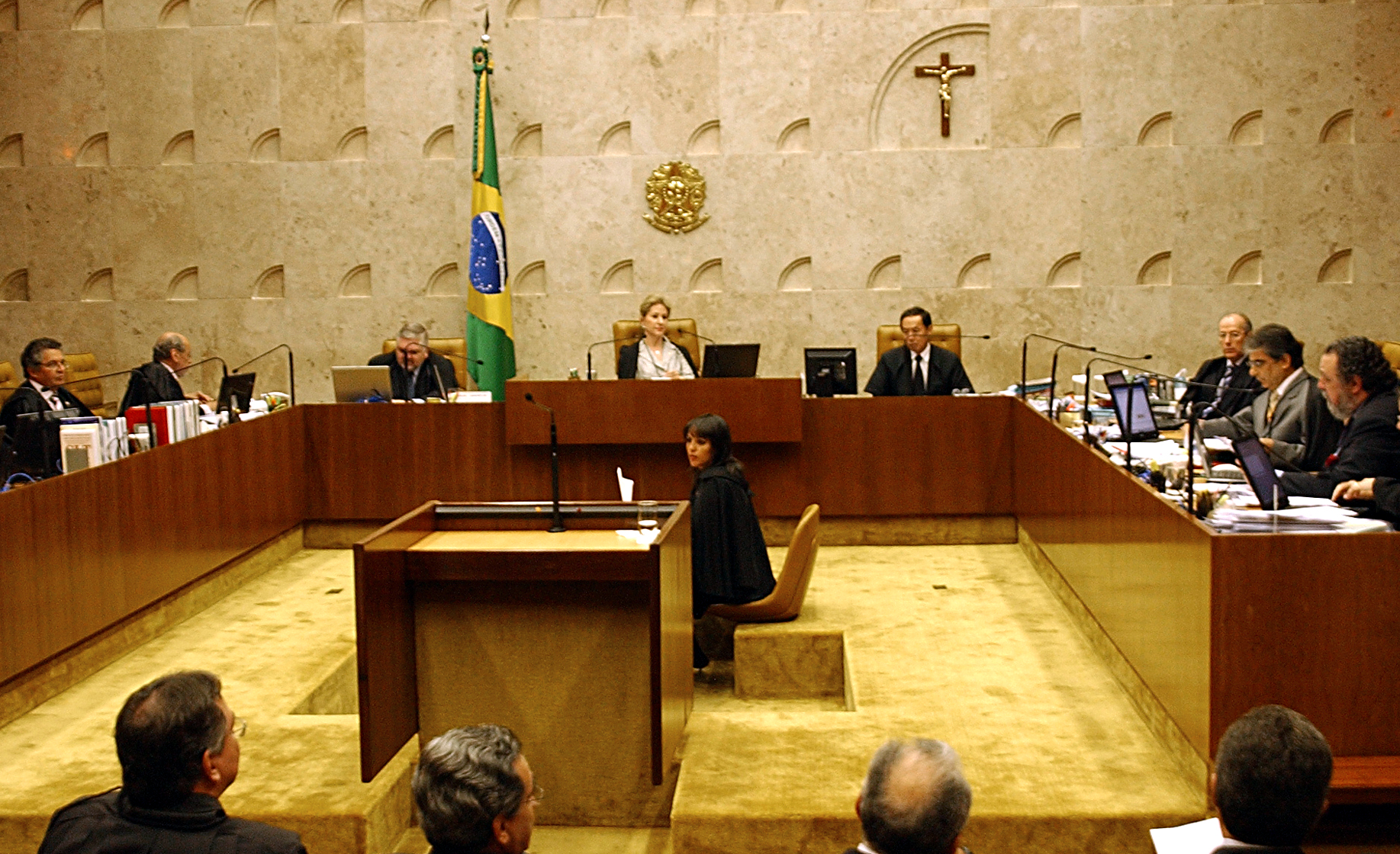
O Supremo Tribunal Federal avaliando a constitucionalidade de uma norma.

Em relação à permissibilidade, o Brasil adota o sistema positivo, que se encontra nos países em que é permitido realizar o controle de constitucionalidade. As autoridades competentes para realizar o controle podem ser designadas de maneira implícita, decorrente de interpretação constitucional (como ocorre nos Estados Unidos, através do caso Marbury vs. Madison de 1803) ou de maneira explícita, como é o caso do Brasil, onde, por exemplo, a competência do Supremo Tribunal Federal de julgar as ações diretas de inconstitucionalidades e as ações declaratórias de constitucionalidade é indicada pela própria Constituição Federal, em seu Artigo 102, I (a).  
Em relação à natureza do órgão fiscalizador, o controle de constitucionalidade pode ser judicial, político ou misto. No sistema judicial, os órgãos que realizam o controle possuem legitimidade decorrente da independência política de seus integrantes, ou seja, de elementos não diretamente políticos. Dessa forma, o controle de constitucionalidade judicial é aquele exercido por autoridades do Poder Judiciário ou, especificamente, por uma Corte Constitucional. Já no sistema político, o controle é exercido por autoridades cuja legitimidade provém, direta ou indiretamente, do voto popular, sendo exercido, portanto, pelas autoridades do Legislativo ou do Executivo. Por outro lado, o sistema misto, adotado pelo Brasil, mescla tanto o controle realizado pelas autoridades judiciais (julgamento e processamento das ações diretas de inconstitucionalidades e das ações declaratórias de constitucionalidade pelo Supremo Tribunal Federal, por exemplo) como pelas autoridades do poder Executivo (através do poder de veto presidencial aos projetos de lei, por exemplo - Artigo 66, § 1º da CF) e do Poder Legislativo (realizado pela Comissão de Constituição e Justiça - CCJ - durante o processo legislativo, por exemplo). No sistema misto, portanto, o controle é exercido em paralelo e independentemente pelos órgãos judiciais e políticos.
Em relação ao objeto de controle, isto é, aos comportamentos que serão analisados comparativamente com a Constituição, o Brasil adota o sistema parcial-limitado, que visa limitar esse objeto do controle. Essas limitações são particulares a cada ordenamento jurídico e podem consistir em, por exemplo, restringir o controle aos atos normativos ou vedar o controle das próprias normas constitucionais.  Dessa forma, o controle de constitucionalidade não é realizado de maneira irrestrita, estabelecendo cada ordenamento jurídico os limites específicos relacionados ao seu objeto.
Em relação à natureza da conduta controlada, o controle de constitucionalidade pode ser por ação, por omissão ou misto. A inconstitucionalidade por ação é a forma mais comum de analisar a compatibilidade de uma norma com a Constituição, que consiste em restringir o controle às normas ou atos normativos elaborados pelo legislador e vigentes no ordenamento jurídico. Por outro lado, a inconstitucionalidade por omissão procura analisar a inconstitucionalidade através da inércia normativa, ou seja, da violação de um dever constitucional de legislar de uma autoridade. Ná prática, como ocorre no Brasil, o controle de constitucionalidade é realizado tanto sobre condutas comissivas, quando a autoridade elaborou uma lei e esta é inconstitucional, quanto condutas omissivas, observadas nos casos em que a autoridade permaneceu inerte frente a um dever constitucional de legislar sobre determinada matéria.
Dessa forma, em relação às classificações gerais do controle de constitucionalidade, é possível sistematizá-las da seguinte forma:
| Classificação geral do controle de constitucionalidade |                                   |
| Permissibilidade                                       | Sistema positivo Sistema negativo |
| Natureza do órgão de controle                          | Judicial Político Misto           |
| Delimitação do objeto do controle                      | Total-irrestrito Parcial-limitado |
| Natureza da conduta objeto de controle                 | Ação Omissão Misto                |

## Classificação do controle de constitucionalidade judicial
Através da análise do direito comparado, é possível observar, sob perspectivas diferentes, o mesmo fenômeno: o controle de constitucionalidade. Dessa forma, é factível sistematizar esse fenômeno através de variados modelos de controle, que, utilizados em conjunto e de maneira combinada, proporcionam estabilidade ao controle de constitucionalidade em cada país. Assim, a utilização em conjunto desses modelos varia de acordo com as peculiaridades dos ordenamentos jurídicos de cada país. O Brasil adota uma determinada combinação desses modelos que caracteriza e proporciona a estabilidade de seu sistema, como demonstrado a seguir.

### Modelo de controle concentrado, difuso e misto
Em relação ao número de fiscais do controle de constitucionalidade, este pode apresentar-se através do modelo concentrado, difuso ou misto.
No modelo concentrado, a competência de exercer o controle de constitucionalidade é concentrada em uma Corte Constitucional (ou uma Suprema Corte), que examinará e decidirá acerca das alegações de inconstitucionalidade. Além disso, nos países como Áustria, Itália, Alemanha e Espanha, que adotam o modelo concentrado, os demais Tribunais devem elevar a controvérsia constitucional concreta para a Suprema Corte, sendo responsáveis, portanto, por apresentarem o questionamento a respeito da constitucionalidade de uma norma em um caso concreto à Corte Constitucional.
Ainda, no controle concentrado, a Suprema Corte pode ser especializada ou generalista, no que diz respeito ao número de competências que ela possui. As Cortes especializadas são aquelas exercem, unicamente, a função de controle de constitucionalidade, não se relacionando de maneira hierárquica com os demais órgãos do Poder Judiciário. Já as Cortes generalistas são aquelas que são dotadas de outras competências além da de exercer o controle de constitucionalidade, e atuam como uma Corte de revisão das decisões proferidas pelas demais autoridades do Poder Judiciário.
No Brasil, é possível observar que o Supremo Tribunal Federal atua como uma corte generalista, uma vez que este órgão é responsável não só pelo controle de constitucionalidade abstrato, mas também pelo julgamento de recursos extraordinários em casos concretos (nos quais houve a discussão acerca da constitucionalidade nos outros órgãos do Poder Judiciário), bem como pelo julgamento de crimes políticos e de recursos de Mandados de Segurança. Dessa forma, o Supremo Tribunal Federal atua como uma Corte recursal dentro do Poder Judiciário, além de exercer competências que vão além do controle de constitucionalidade.
Por outro lado, no modelo difuso, o controle de constitucionalidade é realizado por todos os órgãos do Poder Judiciário, no limite de suas competências. Esse modelo assegura, portanto, a qualquer órgão judicial, o poder-dever de afastar a aplicação de uma lei em um caso concreto caso considere-a incompatível com a Constituição.
Por fim, o modelo misto é aquele que congrega os sistemas concentrado e difuso. Geralmente, nos países de sistema misto, como é o caso do Brasil, os órgãos do Poder Judiciário possuem competência de afastar a aplicação das lei em casos concretos e, ao mesmo tempo, é reconhecida a competência da Corte Constitucional em proferir decisões de controle de constitucionalidade abstrato. No Brasil, por exemplo, o controle de constitucionalidade difuso, exercido pelos juízes nos processos judiciais que são apresentados perante a eles, é combinado com o controle concentrado, exercido pelo Supremo Tribunal Federal, através do julgamento das ações diretas de inconstitucionalidades (ADIn, ADC, ADO, e ADPF).

### Modelo de controle preventivo, repressivo e combinado
Em relação ao momento em que é realizado o controle de constitucionalidade, este pode configurar-se como controle preventivo, repressivo ou combinado.
O modelo de controle preventivo é realizado antes que o ato normativo seja promulgado, com o objetivo justamente de evitar a entrada em vigor no ordenamento jurídico do ato normativo incompatível com a Constituição. No Brasil, o controle de constitucionalidade é realizado de maneira preventiva através, por exemplo, da atuação da Comissão de Constituição e Justiça (CCJ) no processo legislativo, do veto do presidente fundamentado em inconstitucionalidade do projeto de lei (Artigo 66, § 1º da CF) ou através de um Mandado de Segurança impetrado por um parlamentar com a finalidade de impedir a tramitação de um projeto de lei lesivo as cláusulas pétreas da Constituição (Artigo 60, § 4º da CF).
Já o modelo de controle repressivo é aquele cuja realização é posterior à promulgação do ato normativo, ou seja, quando a análise da constitucionalidade de uma norma é feita após a sua entrada em vigor no ordenamento jurídico. Geralmente, apresenta-se como requisito necessário à propositura de uma ação de controle de constitucionalidade a promulgação da lei ou a sua entrada em vigor, como é o caso da ação direta de inconstitucionalidade, por exemplo, que exige a entrada em vigor da lei.  
O modelo combinado de controle é aquele que admite tanto o controle preventivo quanto o controle repressivo, como é o caso do Brasil. A Constituição Federal admite, por exemplo, a impetração de Mandado de Segurança por parlamentares para evitar a tramitação de projeto de lei (modelo preventivo), além das tradicionais ações de controle de constitucionalidades julgadas pelo Supremo Tribunal Federal.

### Modelo de controle abstrato, concreto e combinado
Em relação ao tipo de fiscalização, o controle de constitucionalidade pode realizado abstratamente, concretamente ou pelo modelo combinado.
Através do controle de constitucionalidade abstrato, as normas impugnadas, bem como a sua compatibilidade com a Constituição, são analisadas abstratamente, isto é, através das ações diretas de inconstitucionalidade que são reguladas pelas regras específicas do processo objetivo. Esse modelo de controle não se relaciona com um caso concreto, nem se vincula a interesses particulares a favor ou contra a inconstitucionalidade da norma. Através dele, um processo específico é instaurado a fim de analisar compatibilidade de uma norma com a Constituição Federal no sentido mais abrangente possível, sendo desvinculado de uma controvérsia em um caso concreto e possuindo, como decisão final, a procedência ou não do pedido. Se a norma for declara inconstitucional ao final do processo, ela será eliminada no ordenamento jurídico e, consequentemente, não poderá ser aplicada em nenhum caso posterior. No Brasil, o controle de constitucionalidade abstrato é de competência exclusiva do Supremo Tribunal Federal, que julgará as ações diretas de inconstitucionalidade (ADIn, ADC, ADO, ADPF) analisando, abstratamente, a constitucionalidade do dispositivo impugnado.
Por outro lado, o controle de constitucionalidade concreto é realizado com base em um caso real, através do qual será analisada a compatibilidade de uma norma com a Constituição devido a necessidade de decidir sobre aplicá-la ou não ao caso concreto. Aqui, não há a necessidade de instaurar um processo específico para realizar o controle de constitucionalidade, uma vez que este é feito no decorrer do próprio processo no qual é necessário analisar a constitucionalidade de uma norma. Dessa forma, o juiz decidirá acerca da compatibilidade de uma norma com a Constituição pela necessidade de saber se, naquele processo, a norma que deveria ser aplicada é constitucional ou não. Com isso, é solucionado apenas aquele caso concreto no qual surgiu a controvérsia sobre a norma, não se estendendo essa decisão aos demais casos. No Brasil, o controle de constitucionalidade concreto é realizado pelos próprios juízes.
Por fim, o modelo combinado está presente nos ordenamentos jurídicos que permitem tanto o controle de constitucionalidade abstrato quanto o concreto, exercidos paralela e simultaneamente pelas autoridades competentes. O Brasil, ao permitir a realização do controle abstrato pelo Supremo Tribunal Federal, bem como o controle concentrado pelos juízes de primeira instância, tribunais e até pelo próprio Supremo em alguns casos, adota o sistema combinado de controle, coexistindo, portanto, o controle abstrato e concreto.

### Modelo principal (via de ação), incidental (via de exceção) e combinado
Em relação à posição na sequência processual, o controle de constitucionalidade pode ser exercido por meio de ação própria, incidentalmente ou pelo modelo combinado.
Através da via de ação, instaura-se um processo específico com a finalidade de analisar a compatibilidade de uma norma com a Constituição e a decisão final desse processo determinará se o dispositivo impugnado é constitucional ou não. No Brasil, o controle por via de ação é realizado através das ações de inconstitucionalidades (ADIn, ADO, ADC, ADPF) propostas perante o Supremo Tribunal Federal. Cada uma dessas ações é regulamentada de maneira autônoma e específica, possuindo objetos, finalidades, efeitos e procedimentos distintos.
O controle de constitucionalidade por via de exceção é realizado no decorrer de um processo tradicional, sem a necessidade de instaurar outra ação para analisar a compatibilidade de um dispositivo com a Constituição. Dessa forma, o controle incidental é realizado dentro de um caso concreto, analisado pelo juiz ou pelo tribunal, como ocorre no Brasil.
O sistema combinado permite tanto o controle de constitucionalidade por uma ação autônoma, como de maneira incidental dentro de um processo já em andamento. O Brasil reune as duas modalidades de controle, através das ações de inconstitucionalidade examinadas pelo Supremo Tribunal Federal, e pelos processos tradicionais. O controle incidental, entretanto, pode ser exercido no decorrer de um caso concreto, bem como dentro de um processo de controle abstrato, como na ADIn, por exemplo, na qual o Supremo Tribunal Federal pode examinar, de ofício, a constitucionalidade de uma norma que não estava sendo questionada na ação.

### Modelo bifásico e monofásico
Em relação às etapas de tramitação, o controle de constitucionalidade pode ser examinado de maneira bifásica ou monofásica.
No modelo bifásico, a análise da constitucionalidade de uma norma é realizada, previamente, por uma autoridade diferente daquela que será responsável pelo julgamento do pedido, com a finalidade de realizar um juízo prévio de admissibilidade do processo evitar o acúmulo de trabalho deste órgão, impossibilitando, desde já, a análise de pedidos manifestamente improcedentes pela falta de alguma formalidade essencial ao processo, por exemplo.
Por outro lado, o modelo monofásico dispensa a análise prévia por outra autoridade e submete o processo diretamente à autoridade competente para analisar e decidir acerca da inconstitucionalidade de uma norma. Entretanto, isso não significa que não há um juízo de admissibilidade das ações de controle de constitucionalidade, uma vez que a presença e a observância de vários requisitos formais são necessárias para que o pedido seja examinado o que, na prática, gera vários "filtros" para a análise do pedido.
O Brasil adota o modelo monofásico de controle, cabendo unicamente ao Supremo Tribunal Federal a análise e o julgamento das ações de inconstitucionalidade, com a utilização de diversos requisitos formais para admissibilidade da ação, como prazos a serem cumpridos, legitimidade da parte,  requisitos da petição inicial, pertinência temática, entre outros.

### Modelo de acesso restrito, médio e amplo
Em relação à multiplicidade de legitimados para promover o controle de constitucionalidade, este rol pode caracterizar-se por um acesso restrito, médio ou amplo, através de critérios quantitativos. No controle difuso, os legitimados são as próprias partes do processo e o juiz, que pode realizá-lo de ofício. Já no controle concentrado, é necessário analisar a variedade dos legitimados a propor as ações de controle de constitucionalidade.
No modelo de acesso restrito, o número de legitimados a promover o controle de constitucionalidade é bem limitado comparado aos demais modelos. É mais comum encontrar essa grande restrição de legitimados nos países que adotam o modelo concentrado de controle.
Nos países que adotam o acesso médio, como é o caso do Brasil, a quantidade e a variedade de legitimados para propor as ações de controle é consideravelmente ampla, a exemplo do extenso rol de legitimados pelo Artigo 103 da Constituição Federal a propor as ações diretas de inconstitucionalidade e as ações declaratórias de constitucionalidade, que inclui autoridades desde o Presidente da República até partidos políticos com representação no Congresso Nacional.
Há, ainda, o modelo de acesso amplo, que determina os legitimados de acordo com o interesse de quem apresenta o recurso, configurando um rol de menor amplitude nos casos em que é necessário comprovar algum interesse concreto no resultado daquele caso, ou de maior amplitude, como nas hipóteses em que a legitimidade é ilimitada, estendendo-se a qualquer pessoa que tenha interesse em manter a regularidade do ordenamento jurídico. É importante ressaltar que nenhum país adota a legitimidade irrestrita para propor o controle de constitucionalidade, havendo sempre algum filtro, por menor que seja, que determine os legitimados a promover o controle.

## Formas de Inconstitucionalidade
A inconstitucionalidade de um ato normativo pode ser verificada de quatro formas diferentes, com base em dois critérios principais: a natureza da norma constitucional violada e o momento de ocorrência da inconstitucionalidade. É possível sistematizar as diferentes formas de inconstitucionalidade de um ato normativo da seguinte forma:
| Formas de inconstitucionalidade                |                                                              |
| Natureza da norma constitucional violada       | Formal Material                                              |
| Momento de ocorrência da inconstitucionalidade | Originária Superveniente -Mudança de parâmetro -Hermenêutica |

### Inconstitucionalidade formal e material
Em relação à natureza da norma constitucional violada, a inconstitucionalidade de um ato normativo pode ser verificada no aspecto formal ou material.
A inconstitucionalidade formal é verificada quando o ato normativo padece de vícios formais, que se configuram através de defeitos de inobservância do procedimento legislativo de elaboração da norma ou de violação de normas constitucionais de competência para elaboração normativa. Assim, quando uma norma possui um vício formal, o seu conteúdo pode até estar em conformidade com a Constituição, mas ela ainda será inconstitucional pelo seu aspecto formal. Dessa forma, na inconstitucionalidade formal, as normas constitucionais violadas são aquelas que atribuem determinadas competências de elaboração normativa às diversas autoridades estatais ou que estabelecem regras procedimentais a serem seguidas no processo de elaboração normativa. Portanto, se o Senado Federal elaborar um projeto de lei cuja matéria é de iniciativa privativa do Congresso Nacional, ou se, durante o trâmite de um projeto de lei, alguma regra procedimental for desrespeitada, aquele ato normativo sofrerá vício formal de inconstitucionalidade.
Já a inconstitucionalidade material é verificada quando o próprio conteúdo do ato normativo é incompatível com o que é estipulado pelas normas constitucionais. Dessa forma, se uma lei que regulamenta a desapropriação dispensar a necessidade de prévia e justa indenização, ela apresentará inconstitucionalidade de natureza material, uma vez que o seu conteúdo irá de encontro ao que é previsto pelo Artigo 5º , XXIV da Constituição Federal.

### Inconstitucionalidade originária e superveniente
Em relação ao momento em que a inconstitucionalidade ocorre, ela pode configurar-se como inconstitucionalidade originária ou superveniente.
Na inconstitucionalidade originária, o ato normativo padece de inconstitucionalidade desde a sua entrada em vigor. Dessa forma, como já foi exposto, se uma lei que regulamenta a desapropriação, editada após 1988, dispensar a necessidade de prévia e justa indenização, ela apresentará inconstitucionalidade desde o momento da sua promulgação, uma vez que o seu conteúdo irá de encontro ao que é previsto pelo Artigo 5º , XXIV da Constituição Federal de 1988.
Já na inconstitucionalidade superveniente, o ato normativo estava em conformidade com a Constituição no momento em que foi promulgado e a sua inconstitucionalidade apenas é aferida em um momento posterior à sua entrada em vigor, ou seja, no decorrer da sua validade. A inconstitucionalidade superveniente pode se manifestar em 2 hipóteses: em razão da mudança de parâmetro ou em decorrência da hermenêutica.
O primeiro caso ocorre quando o ato normativo estava em conformidade com a Constituição que vigorava no momento da sua promulgação e, após a entrada em vigor de outra Constituição, aquele ato normativo passa a entrar em conflito com o novo texto constitucional sob o ponto de vista material. Assim, a alteração se encontra no parâmetro utilizado no controle de constitucionalidade, uma vez que houve a troca da Constituição. No Brasil, os atos normativos anteriores à Constituição Federal de 1988 só podem ser analisados pelo controle de constitucionalidade através da arguição de descumprimento de preceito fundamental (ADPF).
Na segunda hipótese de inconstitucionalidade superveniente, a mudança não está no parâmetro de comparação, mas sim na compreensão do texto constitucional. Dessa forma, a Constituição permanece a mesma, mas a sua compreensão e interpretação são alteradas de acordo com as mudanças da conjuntura em que se encontra o ordenamento jurídico. Assim, uma norma tributária, que era constitucional até então, pode vir a apresentar inconstitucionalidade se, após uma grave crise econômica, os intérpretes da Constituição entenderem que os tributos incidem exclusivamente sobre alguns setores mais afetados pela crise, por exemplo.  

## Decisão no Controle de Constitucionalidade[10]
O legislador, ao promulgar a Lei 9.868, de 10-11-1999, abriu espaço à novas possibilidades no tocante às formas de decisão que o Supremo pode tomar ao controlar a constitucionalidade de uma norma, ato ou omissão destes. Assim dispõe o art. 27 da referida lei: “ao declarar a inconstitucionalidade de lei ou ato normativo, e tendo em vista razões de segurança jurídica ou de excepcional interesse social, poderá o Supremo Tribunal Federal, por maioria de dois terços de seus membros, restringir os efeitos daquela declaração ou decidir que ela só tenha eficácia a partir de seu trânsito em julgado ou de outro momento que venha a ser fixado”.
Nota-se neste dispositivo uma clara sobreposição de funções entre os Poderes, já que além de controlar a lei (função normativa a princípio é ligada ao Poder Legislativo), o STF tem o poder de decidir a partir de que momento ela passará a valer. Além disso, observa-se a existência de um espaço imenso de discricionariedade deste órgão, uma vez que poderá motivar suas decisões pautando-se “razões de excepcional interesse social”. Mais uma vez, a Separação de Poderes se vê ferida, pois o judiciário não foi pensado para representar o povo, ou seja, não poderia justificar seus atos se não através de argumentos jurídicos e não pelo interesse social. Resta, portanto, analisar quais os métodos de interpretação utilizados para decidir a constitucionalidade de uma norma ou ato e quais são as possibilidades de decisão dadas ao Supremo.

### Métodos de Interpretação Constitucional[11]
Pode causar estranheza falar em métodos de interpretação constitucional, já que geralmente aprende-se no começo do curso de Direito a hermenêutica das normas em geral. Contudo, alguns autores consideram que a interpretação de normas constitucionais deve ser tratada de forma peculiar, porque este tipo de norma é em si especial dentre as normas em geral. A Constituição dispõe sobre normas que são: 1. Hierarquicamente superiores às outras do ordenamento; 2. Carregam aspectos e importância políticos fortes e 3. Geralmente são gerais demais (ex.: direito à dignidade humana – conceito de dignidade humana é muito abrangente), diferentemente de outras normas que expressam comandos diretos. Por outro lado, há autores que entendem a interpretação das normas constitucionais como qualquer outra norma, podendo utilizar dos mesmos métodos (explicados na sequência) de entendimento, os quais foram compilados por Savigny.
O primeiro método é aquele chamado de “textual ou gramatical”. Busca-se, aqui, entender o significado das palavras ou o que o legislador quis dizer ao utilizar algum termo. Há vezes em que o legislador cria usa um termo pela primeira vez, de modo a definir o seu significado no ordenamento. Porém, há vezes que usa o mesmo termo mais de uma vez e com significados opostos. Este método de interpretação ajuda a criar uma espécie de cerca ao redor dos termos utilizados na Constituição, de modo a ser o ponto de partida para o seu entendimento (saber o significado das palavras na linguagem comum), mas também delineia os limites da compreensão de um termo, a partir do momento que não permite o intérprete pensar de forma totalmente oposta ao termo (ex.: a palavra “pode” expressa uma faculdade e não uma impossibilidade).
O método sistemático de interpretação busca compreender o que a norma quis dispor dentro de um contexto maior, levando em conta também outros artigos da mesma norma e até mesmo outras normas do ordenamento jurídico. Por exemplo, a Constituição diz que a propriedade é um direito de todos (Art. 5º, XXII) e é um princípio da ordem econômica (Art. 170), porém a própria Constituição e o Código Civil mencionam a função social da propriedade. Assim, embora a propriedade privada seja um direito individual, este direito deve estar inserido em um contexto maior (no caso o da função social da propriedade). Para finalizar a explicação deste método, é fundamental se ter em mente que o legislador não cometeu nenhuma incoerência de permitir ou proibir uma mesma conduta ou omissão. Caso contrário, o ordenamento como um todo sempre terá lacunas infinitas a serem preenchidas e tudo será objeto de controle de constitucionalidade – o que não seria factível e seria insustentável para a ordem social.
Já a interpretação teleológica busca, em poucas palavras, encontrar a finalidade daquela norma. De acordo com o método teleológico subjetivo (ou histórico), deve-se fazer as seguintes: “Naquele contexto, qual seria a intenção do legislador ao promulgar tal norma? ” ou “Qual foi a vontade do legislador à época, qual a finalidade desta norma? ”. Já no método teleológico objetivo, procura-se descobrir a finalidade de certa norma perante a sociedade em dado momento. Com isso a pergunta certa a se fazer seria “Se o legislador do contexto histórico x, que editou a norma ainda vigente a promulgasse nos dias atuais, qual seria a sua vontade hoje? ” Procura-se com isso modernizar as normas, mas sem desvincular a ela a vontade do legislador que a criou.   

#### Interpretação conforme[12][13]
Por fim, mas não menos importante temos a interpretação chamada “Conforme”. Foi dedicado um tópico específico a este método, pois é o que parece ser considerado pela doutrina como a mais importante ferramenta de interpretação no que concerne ao controle de constitucionalidade. Isto decorre do fato de que tal estratégia busca entender o que o legislador originário quis dizer, indo ao encontro da finalidade do controle de constitucionalidade abstrato. Assim, o STF só poderá declarar uma norma como sendo inconstitucional se esta não for compatível, ou não estiver em conformidade com a Constituição. Esta técnica interpretativa tem origem alemã e vem sendo incorporada pelo STF há décadas, chegando a ser positivada pela lei 9.868 em seu artigo 28: “a declaração de constitucionalidade ou de inconstitucionalidade, inclusive a interpretação conforme a Constituição e a declaração parcial de inconstitucionalidade sem redução de texto têm eficácia contra todos e efeito vinculante em relação aos órgãos do Poder Judiciário e à Administração Pública federal, estadual e municipal”. Geralmente, a interpretação conforme é mobilizada nos chamados “hard cases”, nos quais a comando do legislador não foi claro como em normas de alta densidade normativa, permitindo interpretação em vários sentidos. Com isso, a técnica de interpretação conforme a Constituição é uma forma de não ferir as especificidades das normas constitucionais, mas ainda decidir sobre a inconstitucionalidade de outras.
Este método funciona da seguinte forma: o STF não profere a inconstitucionalidade da norma em análise, mas sim indica quais maneiras de interpretá-la dentro do leque de possibilidades podem ser consideradas em conformidade com a Constituição. Então, imaginemos que a norma em estudo pelo STF permita 5 interpretações diferentes entre si. De acordo com esta ferramenta, o Tribunal vai indicar quais são compatíveis com a Constituição.  Aqui nasce uma discussão filosófica (não exaurida no presente texto) se estaria ou não o Supremo legislando de forma negativa ao apontar quais são as interpretações aptas pela CF e deixar de foras desta moldura as outras possíveis interpretações (portanto, descartando-as do ordenamento). Voltando aos seus efeitos, uma norma não vai ser, portanto, considerada inconstitucional se, e somente se, for interpretada segundo a maneira indicada pelo STF. Criam-se duas hipóteses de decisão a partir daí: 1. É declarada a constitucionalidade da norma se for interpretada de determinada forma ou 2. É declarada a inconstitucionalidade parcial de determinada norma, quando algumas de suas interpretações não forem compatíveis com a Constituição.  Assim, considera-se que, por outro lado, o juiz ao não dispor sobre as interpretações incompatíveis com a Constituição, está respeitando o espaço do legislador.

### Declaração de Inconstitucionalidade da Lei[14][15]
O Supremo pode decidir das seguintes formas em relação à norma ou ato analisado: 1.Declarar a norma parcialmente inconstitucional; 2. Declarar a parcial inconstitucionalidade, sem reduzir o texto da lei; 3. Declará-la totalmente inconstitucional.
A primeira, a declaração de nulidade parcial, ocorre apoiando-se na “teoria da divisibilidade da lei”, que acontece quando fragmentos da norma podem subsistir ainda, sem que para isso precise se anular a lei por completo. Isto é o que acontece quando se abre uma norma por meio eletrônico e alguns artigos aparecem riscados, significando que “uma parte da norma já não vale mais”, mas aquela norma ainda é vigente. Este tipo de decisão deve ser feito de forma cuidadosa, pois é preciso fazer um juízo prévio à declaração em relação à possibilidade de os artigos remanescentes serem capazes de existirem ou não sem a parte que foi anulada. Portanto, caso, por algum dos métodos de interpretação indicado, perceba-se que a declaração de inconstitucionalidade parcial prejudica o restante da lei, de modo a fazer aquela que permanece perder a sua finalidade ou, então, a faz perder a característica pretendida pelo legislador no momento de sua criação, esta não é a melhor opção a ser tomada.
Já no caso da declaração de inconstitucionalidade sem a redução do texto, como a anterior, também é declarada a inconstitucionalidade, mas por questões de redacionais, nas quais a eventual eliminação no texto poderia comprometer a sua parte constitucional, se mantém toda a norma, porém, suspende-se a eficácia de texto parcialmente inconstitucional.
Finalmente, há também a hipótese de declaração de inconstitucionalidade total do texto da lei. Como o próprio nome diz, esses casos ocorrem quando nem uma parte da norma serve mais para compor o ordenamento jurídico. A doutrina aponta que, geralmente, este tipo de decisão acontece por vícios formais da norma, como por exemplo: erros relacionados à quem poderia iniciar um processo legislativo de proposição de projeto de lei ou então vícios ligados à competência legislativa entre União, Estados e o Distrito Federal. Além de aspectos meramente formais, este tipo de declaração pode ocorrer quando as partes “alvos” da inconstitucionalidade numa lei fazem com que o “todo” perca sentido. Assim, por haver uma relação de dependência entre as partes, o Supremo não pode permitir que a parte não claramente inconstitucional permaneça no ordenamento.

### Decisões Manipulativas[16][17]
Este tipo de decisão foi primeiramente explicado pela doutrina italiana, e foi dado este nome não para tentar passar uma conotação negativa, mas para enfatizar o caráter modificativo da legislação nestes casos. Assim, quando o Supremo decide desta forma, ele acaba por ampliar o escopo da lei ou até mesmo reestruturar o que foi pensado pelo legislador. A doutrina italiana, ainda reconhece dois tipos de decisões manipulativas de efeitos aditivos e as de efeito substitutivo.
A primeira, de caráter aditivo, acontece comumente quando os ministros percebem que a lei foi omissa em algum aspecto que não poderia ter sido, então buscam ampliar o texto da lei ou a sua incidência. Neste caso, a Corte declara inconstitucional a parte na qual deveria algo ter sido disposto e não foi, com a intenção que esta lacuna seja preenchida futuramente, completando a omissão do legislador.
Já as substitutivas, ocorrem quando o STF percebe que onde foi declarada a inconstitucionalidade parcial de alguma disciplina, deveria ser disposta outra no lugar, então a substituem pela que consideram correta. Ou seja, é declara inconstitucional onde foi disposto “A”, mas na verdade deveria ter sido disposto “B”.  Este tipo de decisão manipulativa acaba por deixar um espaço de atuação ao Supremo muito frouxo, uma vez que “B” pode ser mais restrito ou mais amplo do que “A”. Pode ocorrer também situações em que “B” não manifesta relação nenhuma com “A”. Logo, caberá ao Supremo decidir por uma substituição mais restritiva ou mais ampliativa, podendo ser este poder discricionário mais um problema para a Separação de Poderes entre o Legislativo e o Judiciário.

## Efeitos das Decisões do Controle Abstrato de Constitucionalidade
A Constituição Federal não foi omissa quanto à questão de estabilidade e segurança jurídica de certas ações de controle de constitucionalidade apreciadas pelo Supremo Tribunal. Em seu artigo 102, § 2º, a Carta Maior dispõe o seguinte: “ As decisões definitivas de mérito, proferidas pelo Supremo Tribunal Federal, nas ações diretas de inconstitucionalidade e nas ações declaratórias de constitucionalidade produzirão eficácia contra todos e efeito vinculante, relativamente aos demais órgãos do Poder Judiciário e à administração pública direta e indireta, nas esferas federal, estadual e municipal. “ Ou seja, a partir do expresso por este artigo, a Constituição declara o efeito erga omnes (eficácia contra todos os indivíduos) das decisões proferidas em ADIns e ADCs, e além disso diz que as decisões de mérito vinculam (obrigam o mesmo entendimento para as decisões semelhantes) o Poder Judiciário e os demais órgãos da Administração Pública. Aqui, a única falha da Constituição foi não ter definido se estas decisões vinculariam o Poder Legislativo.  Caso dissesse que sim, ter-se-ia um problema de sobreposição de atividades entre os Poderes, já que o Judiciário estaria barrando o Legislativo de legislar sobre o que quisesse e estaria banindo uma ação para o Legislativo, a qual ele mesmo teria cometido dentro da sua esfera de autonomia entre os Poderes. A doutrina Constitucional chama esta interferência dos próprios Poderes na autonomia deles mesmos de “Checks and balances”, o que quer dizer, em poucas palavras, que os Poderes têm a faculdade de proibirem-se entre si no caso de abusos de quaisquer uns. Contudo, há quem diga também que a Constituição não deixou lacuna nenhuma, uma vez que expressaria a superioridade e a não vinculação do Legislativo no seguinte artigo:  “Art. 52. Compete privativamente ao Senado Federal: X - suspender a execução, no todo ou em parte, de lei declarada inconstitucional por decisão definitiva do Supremo Tribunal Federal”.
Além da Constituição, a Lei 9.868 de 1999 previu em seu artigo 28, como dito anteriormente, a eficácia contra todos e a vinculação dos Poderes Judiciário e dos órgãos da Administração Pública, ratificando o expresso na Carta Maior: Art. 28, Parágrafo único. A declaração de constitucionalidade ou de inconstitucionalidade, inclusive a interpretação conforme a Constituição e a declaração parcial de inconstitucionalidade sem redução de texto, têm eficácia contra todos e efeito vinculante em relação aos órgãos do Poder Judiciário e à Administração Pública federal, estadual e municipal.
Uma outra possível dúvida decorrente do não comando da Constituição, concentra-se em qual parte da sentença produzirá os efeitos erga omnes, se apenas o dispositivo (parte final da sentença, na qual os juízes respondem diretamente aos pedidos feitos pelas partes, aceitando-os ou não) os produzirá, ou se a fundamentação possuirá também este poder. O Ministro Gilmar Mendes, além de fazer a crítica de que a doutrina brasileira ainda não cuidou desta problemática, afirma que parece ser a orientação da jurisprudência do STF entender que os efeitos contra todos estão confinados apenas ao dispositivo da sentença (COLOCAR CITAÇÃO PG. 1.207). Assim, no dispositivo, caberá ao Supremo declarar expressamente a constitucionalidade da norma no caso da ADC ou expressamente a inconstitucionalidade no caso de uma ADIn.

### Eficácia erga omnes[18][19]
Como visto no tópico acima, as decisões de controle de constitucionalidade abstratos possuem efeitos contra todos (característico do processo objetivo), diferentemente das decisões no controle incidental, as quais produzem efeitos apenas para as partes que estão litigando.  Com isso, na maior parte das vezes (sendo importante saber que as decisões podem atingir uma classe restrita de pessoas ou até mesmo uma única pessoa, a depender do caso) estas decisões abrangem um número indefinido e amplo de destinatários, os quais podem nem ter a ciência de que tal ação está acontecendo. Os efeitos destas decisões atingem tantas pessoas assim, pois como tratam de ações que analisam a constitucionalidade ou não de certas normas no ordenamento jurídico, e as normas possuem por si a característica de serem gerais (não são pensadas geralmente para um núcleo de pessoas, e sim, pensadas para vincular toda a nação – ex.: Art. 121 do CP: matar alguém, Pena – reclusão de 6 a vinte anos), os efeitos de sua (in)constitucionalidade também o serão gerais. Não faria o menor sentido se a decisão produzisse efeitos somente aos órgãos envolvidos na controvérsia, já que os efeitos da própria lei abrangem muito mais pessoas.
Tudo isto não significa, todavia, que o que o Supremo decidir vai influenciar a vidas pessoas por conta da sua decisão em si. Na verdade, pela sua decisão a situação normativa é alterada, e por ela ter efeitos gerais (na maior parte dos casos) e a todos ser vinculante os seus efeitos, podemos dizer que mesmo quem não participou do processo é afetado.

### Efeito vinculante[20][21]
A ideia de uma decisão do Supremo poder ser dotada de efeitos vinculantes foi, pela primeira vez, suscitada em terras brasileiras em 1977, quando, através de um Emenda Constitucional (n. 7/77), passou a compor o Regimento Interno do STF a “representação interventiva”, a qual seria dotada deste efeito (art. 187). Todavia, a primeira vez que o efeito vinculante foi relacionado ao controle de constitucionalidade abstrato de leis aconteceu na propositura de um Projeto de Emenda Constitucional (PEC), de nº 130/92, pelo deputado Roberto Campos.  Nesta PEC, diferenciavam-se os efeitos erga omnes dos efeitos vinculantes, embora reconhecesse a afinidade entre eles. Embora esta PEC não tenha de fato sido promulgada, ela serviu de inspiração para uma outra PEC, agora promulgada de fato, que se tornou a Emenda Constitucional (EC) nº 3 de 1993. Esta EC gerou o já referido parágrafo 2º do art. 102 da Constituição, conferindo às decisões nas ADCs efeitos vinculantes “relativamente aos demais órgãos do Poder Judiciário e do Poder Executivo”.  Finalmente, foi promulgada lei específica, já mencionada aqui inúmeras vezes, que estendia este efeito não só às ADCs, mas também às ADIns (Art. 28, parágrafo único, da Lei n. 9.868/99).
Após esta retomada histórica, resta saber qual o significado deste efeito. Ele pode ser resumido como a obrigatoriedade dos outros órgãos do Poder Público (do Judiciário e da Administração Pública) em seguir o entendimento do STF contido no dispositivo das sentenças, e algumas vezes na fundamentação da sentença. Neste sentido, a legislação brasileira se aproxima neste quesito aos chamados “precedentes” advindos dos países de common law, nos quais as decisões do judiciário teriam praticamente força de lei, obrigando a continuidade dos entendimentos contidos nas decisões do judiciário.
Contudo, não é qualquer decisão de controle de constitucionalidade que produz efeitos vinculantes. O art. 102, § 2º da Constituição deixa claro que só terão efeitos vinculantes as decisões de controle abstrato que versarem sobre o mérito da questão. Em outras palavras, decisões ao longo do processo (chamadas de decisões interlocutórias) ou decisões apenas sobre a questão processual (ligados à forma dos atos do processo, ex.: prazos, provas e etc.) não produzirão efeitos vinculantes. Assim, o produzirão apenas às de mérito, que sejam aquelas que tratam sobre a matéria em questão, sobre os direitos e deveres envolvidos no caso. Quanto a ser vinculante apenas o dispositivo ou a sua fundamentação também, não há um único entendimento nem mesmo no STF, mas ele vem adotando em muitos casos a “teoria do efeito transcendente”, na qual considera os fundamentos como sendo vinculantes no controle abstrato de constitucionalidade – mas vale ressaltar que isto não é regra e dependerá do entendimento dos ministros caso a caso.
Ainda resta pincelar a questão de quem vai ser vinculado por estas decisões. Como dito anteriormente, a Constituição diz que serão vinculados o Poder Judiciário e os órgãos da Administração Pública, mas isto é ainda restrito perante os seus reais efeitos. Discutido também anteriormente, a decisão deve ser observada e posta em prática por todos os seus destinatários, sejam eles legisladores ou funcionários públicos dos demais órgãos da administração. Isto significa, que declarando, por exemplo, a inconstitucionalidade de uma lei, ninguém pode mais de valer dela, pois é como se ela nunca tivesse existido, ou pelo menos não existe mais. O problema reside especialmente na vinculação dos legisladores em relação à promulgação de normas futuras que versem sobre o mesmo aspecto de controle já analisado pelo STF, pois em caso afirmativo a esta questão, o judiciário estaria interferindo na capacidade legislativa daquele poder. Como já pontuado em outro tópico, não há uma resposta certa a esta questão. Terão aqueles que entenderão como um desrespeito à atuação do Supremo a nova proposta de lei sobre o mesmo assunto, já que este é o guardião e fiscal da Constituição. Porém, uma outra visão muito plausível é de que num Estado Democrático de Direito nenhum poder pode e deve exercer a “última palavra” nas decisões, sendo parte do jogo democrático o entendimento entre eles. Esta última opinião parece muito plausível, uma vez que dentro de uma decisão do STF os próprios ministros não concordam entre si, podem chegar ao mesmo fim, mas com justificativas divergentes, podem entender o mesmo em partes, mas não no todo, ou podem até mudar de opinião completamente ao mudar-se a composição dos próprios ministros. Esta última opinião está embasada, portanto, no “princípio da inexauribilidade do poder legislativo”, cujo teor leva a ideia de que os legisladores e entes federativos têm a autonomia de legislarem como bem entenderem, dentro de suas competências definidas pela Constituição, é claro.
É importante dizer que ao desobedecerem essas decisões vinculantes, os órgãos públicos estão faltando com respeito às suas próprias funções, podendo sofrer consequências até criminais por isto. Assim, o ato que proferirem em discordância com estas decisões poderá tornar-se nulos através da ferramenta denominada “Reclamação”.
Finalmente, o último ponto a se analisar é se as decisões do STF vincularam o próprio STF em casos futuros e semelhantes. Mais uma vez, aqui há 2 posicionamentos. Existe a posição de que as cortes constitucionais devem respeitar as suas próprias decisões, mas não precisam necessariamente interpretar as normas constitucionais da mesma maneira, como é o caso da Alemanha. O outro posicionamento preza pela dinamicidade das decisões das cortes superiores, fazendo com que elas acompanhem as mudanças sociais. O STF parece estar no meio termo entre esses dois posicionamentos, devendo observância às próprias decisões, porém permitindo-se mudar de opiniões em situações de profunda mudança social em relação ao tema. O único ponto que parece ser mais claro na doutrina refere-se à mudança de entendimento sobre as ADIns. Ora, se esta norma foi banida do ordenamento, é impossível que se reveja o seu entendimento, assim não é lógico que o Supremo ressuscite esta norma

### Coisa julgada[22]
A Constituição Federal já elabora uma prévia do que é a coisa julgada em seu art. 5º, XXXVI: “a lei não prejudicará o direito adquirido, o ato jurídico perfeito e a coisa julgada”, mostrando que nela não é possível interferência. A coisa julgada é um artifício jurídico que visa tornar imutável uma decisão que a lei considera como sendo a “decisão final” do processo, eternizando-se no tempo.
Existem duas categorias de coisa julgada, a formal e a material. A primeira olha para o procedimento, para o conjunto de atos no processo, e é decretada quando as partes não podem mais recorrer da decisão. Já a segunda está ligada apenas à relação jurídica entre as partes, ou seja, uma vez proferida a decisão final e tornando-se coisa julgada, ela não pode mais ser rediscutida. A ferramenta da coisa julgada acaba sendo uma forma de gerar segurança jurídica dentro de um Estado regido por leis, pois se as discussões não tivessem um fim, as relações jurídicas estariam sempre aptas a serem rediscutidas, gerando incerteza para os indivíduos nelas envolvidos. Ou então, com o advento de uma nova lei ou alguma alteração normativa em algo decidido judicialmente, a questão que afetasse os destinatários da lei deveria ser reapreciada, o que primeiramente não seria nem factível.
Quanto à coisa julgada formal, esta só pode ocorrer para extinguir a ação sem o julgamento de mérito. Ou seja, isto acontece quando há um erro processual tão grave (ex.: quem propôs a ação não era legitimado pela lei para tal ação), que a situação não é passível de ser consertada pelo juiz ou pelas próprias entidades envolvidas. Com isso, a questão da (in)constitucionalidade não chega nem a ser discutida.
Já em relação à coisa julgada material, as leis 9.868 e 9.882 de 1999, e nem mesmo a própria Constituição falam sobre o assunto, parecendo ser um indício de que não existe coisa julgada material nos processos de controle de constitucionalidade. A doutrina e a jurisprudência brasileira parecem concordar que exista coisa julgada para a ADIn, seguindo a lógica do que já foi aqui discutido de que não faz o menor sentido suscitar a discussão sobre uma norma já banida do ordenamento (inexistente), a não ser que a situação social mude muito e considere-se que no momento do julgamento a inconstitucionalidade ainda não poderia ser aferida. Por outro lado, as outras ações de controle de constitucionalidade não fazem coisa julgada material, podendo as questões principais serem repropostas.

### Efeitos repristinatórios[23]
A repristinação é um fenômeno criado no Direito que possibilita a volta de uma lei inicialmente banida do ordenamento por uma lei posterior, cujo teor foi mais tarde também banido da ordem jurídica por uma outra terceira lei (a qual não trata exatamente da mesma matéria das duas primeiras). A Lei de Introdução às normas do direito brasileiro, em seu art.art. 2º, § 3º, determina o que a doutrina chama de repristinação eventual. Este tipo do fenômeno gera o efeito de fazer retornar o ato inicial, já que não indicou qual entraria no lugar. Neste caso, embora a segunda lei tenha sido banida do ordenamento, os seus efeitos - válidos enquanto perdurou a lei - não são afetados. Já a repristinação necessária acontece da declaração de inconstitucionalidade um ato que houvera revogado um ato inicial, assim, necessariamente o primeiro ato voltará ao ordenamento, pois é como se nunca tivesse sido revogado. Diferentemente da repristinação eventual. aqui os efeitos da segunda lei podem ser afastados, pois é como se eles nunca tivessem sido válidos, e sim nulos desde o seu nascimento.

### Efeitos temporais[24]
A incidência de efeitos temporais nas decisões depende de qual teoria sobre o teor das decisões de controle de constitucionalidade abstrato se adota. Existem dois modos majoritários de enxergá-las: como declarações declaratórias ou como declarações constitutivas. A declaração declaratória no controle abstrato, como o nome diz, tem por objetivo dizer se uma norma ou ato é constitucional ou não. Já as declarações constitutivas vão um pouco além: além de declarar, elas ainda formam ou “desformam” uma relação jurídica contida no pedido. No primeiro entendimento, as decisões, tendo como ícone a ADIn, são consideradas nulas e, por isso, elas terão efeito retroativo (efeito ex tunc), já que é como se nunca tivessem existido, não podendo algo nulo desde o nascimento ter podido gerar efeitos. Já nas decisões constitutivas produzir-se-ão efeitos a partir da decisão para frente (efeitos ex nunc), já que são consideradas anuláveis. Um terceiro modelo intermediário a estas duas posições mais extremistas é a possibilidade de modular as decisões, como mencionado neste verbete.

## Principais modelos de controle de constitucionalidade judicial
Tendo em vista as diversas classificação do controle, bem como seus critérios específicos, é possível concluir que, no controle de constitucionalidade judicial, são 2 os grandes modelos principais utilizados em regra. Nada impede, entretanto, que os países adotem combinações distintas a esses modelos de controle de constitucionalidade conforme as características específicas de cada ordenamentos jurídicos, como é o caso do Brasil, por exemplo, que se afasta desse modelo principal.
Assim, primeiramente, há o modelo de controle de constitucionalidade abstrato, que normalmente é realizado de maneira concentrada em uma Corte Constitucional e é proposto através de uma ação autônoma principal. A legitimidade costuma ser restrita e os efeitos da decisão são, geralmente, erga omnes e ex nunc, com carga de eficácia declaratória da decisão.
Por outro lado, há o modelo de controle de constitucionalidade abstrato, realizado, normalmente, de maneira difusa e proposto incidentalmente. Consequentemente, a legitimidade costuma ser ampla, com efeitos intra partes e ex tunc, com carga de eficácia constitutiva da decisão.
O Brasil se distancia do modelo concentrado de controle no que diz respeito, principalmente, à modulação dos efeitos temporais da decisão, que concede, ao Supremo Tribunal Federal, a possibilidade de atribuir efeito diverso àquele estipulado pela lei em casos excepcionais. Além disso, a legitimidade para promover o controle de constitucionalidade é de acesso médio, uma vez que são diversas as autoridades legitimadas pelo Artigo 103 da Constituição Federal a propor as ações diretas de inconstitucionalidade e as ações declaratórias de constitucionalidade.
Assim, em relação às principais combinações de modelos do controle de constitucionalidade judicial, é possível sistematizá-las da seguinte forma:
| Principais combinações de controle de constitucionalidade judicial | |
| Controle abstrato                                                  | Concentrado Via de ação (principal) Legitimidade restrita Alcance pessoal dos efeitos erga omnes Alcance temporal dos efeitos ex nunc (natureza declaratória) |
| Controle concreto                                                  | Difuso Via de exceção (incidental) Legitimidade ampla Alcance pessoal dos efeitos intra partes Alcance temporal dos efeitos ex tunc (natureza constitutiva)   |

Por fim, é possível sistematizar a classificação do controle de constitucionalidade judicial da seguinte forma:
| Classificação do controle de constitucionalidade judicial |                                                         |
| Quantidade de fiscais do controle                         | Concentrado Difuso Misto                                |
| Natureza da Suprema Corte (ou Tribunal Superior)          | Especializada Generalista                               |
| Momento de realização do controle                         | Preventivo Repressivo Combinado                         |
| Natureza da fiscalização                                  | Abstrato Concreto Combinado                             |
| Posição do controle no processo                           | Via de ação (principal) Via de exceção (incidental)     |
| Etapas do trâmite                                         | Monofásico Bifásico                                     |
| Legitimados a propor o controle                           | Acesso restrito Acesso médio Acesso amplo               |
| Alcance dos efeitos da decisão (pessoal)                  | Erga omnes Intra partes                                 |
| Alcance dos efeitos da decisão (temporal)                 | Ex tunc Ex nun Modulação temporal em casos excepcionais |

## O Processo Objetivo no controle abstrato de constitucionalidade[25]
A noção clássica do termo “processo” está ligada à finalidade de solucionar um conflito entre partes, levando em consideração seus direitos, deveres e interesses subjetivos. Consolida-se, então, o que conhecemos como processo tradicional ou subjetivo, que busca sempre solucionar uma lide entre os interessados.
Entretanto, nos casos de controle de constitucionalidade, não temos como propósito a solução de uma demanda subjetiva: o que se pretende, na verdade, é a pura defesa da Constituição e de sua supremacia. Por isso, não existe uma lide ou um conflito entre partes como ocorre no processo tradicional. O caráter do processo nos controles de constitucionalidade é sempre objetivo, não devendo levar em consideração questões subjetivas e particulares.
Assim, serão agora apresentadas as principais características do processo objetivo, levando em consideração seus princípios, bem como seus vícios.

### Processo sem partes
Como o processo objetivo busca a proteção da Constituição, é possível afirmar que é um interesse geral conhecer sobre a constitucionalidade de uma norma, preservando a Supremacia Constitucional. Dessa forma, o interesse nas decisões de controle de constitucionalidade é sempre coletivo, não se podendo falar em partes propriamente ditas, ou em pessoas que sejam favoráveis ou contrárias à primazia da Constituição.
Ainda assim, o Advogado-Geral da União deve defender o ato normativo no processo objetivo, tendo direito a exame dos autos, a formulação de pedidos e até a produção de provas, como se fosse uma das partes. Entretanto, esta é apenas uma maneira de conservar a jurisdicionalidade do processo: da mesma forma que o requerente expõe seus argumentos na petição inicial em relação à inconstitucionalidade da norma, é importante que o Advogado-Geral defenda essa norma, apresentando argumentos contrários.  

### Processo que não deve levar em conta interesses individuais e subjetivos
Por ser um processo sem sujeitos, o controle de constitucionalidade tem por objetivo proteger a Constituição, independentemente de justificativas e interesses do requerente. Assim, não é importante para o processo objetivo os motivos pelos quais um legitimado contesta a validade de uma norma, mas sim se a norma está ou não de acordo com a constituição. As vontades individuais, em teoria, devem ser ignoradas, não havendo nenhum titular da pretensão.
Entretanto, é de se pensar que a constitucionalidade de uma norma só será abordada por quem possui algum tipo de interesse na declaração de inconstitucionalidade, obtendo com a decisão, por exemplo, vantagens econômicas, políticas ou ideológicas. Além disso, em alguns casos, a própria declaração de inconstitucionalidade apresenta como pressuposto a investigação de fatos concretos, analisando as consequências fáticas que a norma inconstitucional gerou.
Dessa maneira, é possível argumentar que os interesses subjetivos são inafastáveis ao processo objetivo. Ainda que o julgamento deva se basear na inconstitucionalidade da norma, a influências individuais estarão sempre presentes, consolidando uma interferência indevida das formas do processo tradicional.

### Processo que é ato de natureza jurisdicional
Certamente, as decisões de controle de constitucionalidade de uma norma geram consequências políticas, econômicas e ideológicas. Assim, o processo objetivo é considerado por muitos um instrumento político para alcançar propósitos partidários e individuais. Entretanto, não pode se confundir os efeitos das decisões com a natureza do processo, que é sempre jurisdicional.
Isso significa, portanto, que independentemente de possuir consequências que extrapolem o âmbito jurídico, o Supremo Tribunal Federal deve seguir os ritos processuais positivados na lei e os ministros devem basear seus argumentos em fundamentações jurídicas. A lógica da Separação de Poderes deve sempre ser preservada, impondo que o STF atue como Guardião da Constituição e aplique mandamentos constitucionais.

### Processo que não observa o contraditório
Em teoria, no processo objetivo, o princípio do contraditório não deveria ser cumprido, visto que não existem partes detentoras de interesses subjetivos a serem defendidos. Entretanto, muitos consideram que a ausência do contraditório violaria a natureza jurisdicional do processo objetivo, tornando-o uma verdadeira ação política.
Assim, considerando as disposições processuais atuais, é possível observar que nas ações de controle de constitucionalidade há uma série de evidências que comprovam a presença do contraditório, como por exemplo a apresentação de uma petição inicial extremamente fundamentada, as respostas de autoridades que formularam o ato impugnado e até mesmo a atuação do Advogado-Geral da União.
Portanto, da maneira que é consagrado, torna-se claro que o Supremo Tribunal Federal legitima a presença do contraditório no âmbito do processo objetivo, ainda que seja um processo sem sujeitos.

### Processo em que não é possível a desistência do requerente
Pelo fato de o controle de constitucionalidade ser de interesse geral e deter de uma importância excepcional, depois de propor o pedido de controle de constitucionalidade, o requerente não pode mais desistir do processo, ainda que sua opinião sobre a inconstitucionalidade da norma mude. Dessa maneira, uma vez incitado, o Supremo Tribunal Federal possui poderes inquisitórios com relação à demanda, impulsionando-a através dos atos processuais até a decisão final.

### Processo em que não se admite a intervenção de terceiros
Estabelecido de maneira autocriativa pelo STF, no processo objetivo não é possível a participação de terceiros que busquem interesses individuais ou coletivos. Isso acontece pelo mesmo motivo de não existirem no processo objetivo partes com direitos subjetivos: o controle de constitucionalidade busca precisamente a proteção e tutela da Constituição, e não de direitos particulares.
A questão fica em aberto em relação ao amicus curiae, que é um tipo de intervenção de terceiros que contribui para as decisões dos tribunais, proporcionando um maior suporte para assuntos relevantes e de ampla repercussão.  Dessa maneira, o amicus curiae busca diversificar as informações debatidas no tribunal, permitindo que os magistrados tenham acesso à elementos técnicos ou a posicionamentos político-jurídicos de indivíduos que sofrem consequências diretas com a decisão.
Deste modo, pelo fato de o amicus curiae auxiliar a decisão do Tribunal, trazendo elementos que normalmente não viriam à tona e ampliando o escopo dos argumentos, é possível que se manifestem, mesmo que estejam no âmbito do processo objetivo.

### Processo em que não poderia ser adotada a medida cautelar
No processo tradicional, a medida cautelar é utilizada como uma forma de prevenção, que procura assegurar a efetividade da decisão final. Como no Brasil os processos judiciais costumam demorar anos para chegarem ao fim, a medida cautelar é utilizada para evitar que o direito em questão pereça, realizando uma decisão provisória antes que se chegue na decisão definitiva.
Para a concessão das medidas cautelares, o direito subjetivo utiliza os seguintes critérios: presença do fumus boni juris (possibilidade jurídica do pedido) e do periculum in mora (possibilidade de prejuízo por conta da demora da decisão final).
O processo objetivo, por outro lado, também admite a concessão de medidas liminares, utilizando erroneamente os mesmos critérios do processo subjetivo. Primeiramente, a possibilidade de perigo causada pela demora do processo não é uma metodologia adequada para conceder ou não uma cautelar, visto que todas as normas inconstitucionais gerariam periculum in mora e toda ação de inconstitucionalidade teria que obter uma cautelar. Em segundo lugar, no caso de fumus boni juris, não seria clara a possibilidade jurídica do pedido, já que a norma goza de presunção de constitucionalidade.
Além da falha em relação aos critérios utilizados, a concessão de medidas cautelares no processo objetivo também se mostra problemática em termos práticos. Nos casos em que é concedida e vigora por um curto período de tempo, existe um grande risco de o Supremo realizar duas decisões completamente diferentes sobre o mesmo tema em épocas relativamente próximas. Já no caso de a liminar vigorar por um longo período de tempo, é possível que uma norma que foi declarada inconstitucional e liminarmente suspensa seja, na decisão definitiva, considerada constitucional, tendo o Tribunal impedido a aplicação de norma constitucional por um longo tempo. 
É possível perceber que a concessão de medidas cautelares no processo objetivo é extremamente problemática e gera sérios conflitos de segurança jurídica, tanto por conta de seus critérios erroneamente transportados do processo tradicional, quanto pela da falta de estabilidade entre as concessões liminares e as decisões finais. Por isso, o STF busca cada vez mais não utilizar as medidas liminares no processo objetivo.

### Processo em que não se admite duplo grau de jurisdição
No processo objetivo, a decisão em primeira e única instância é realizada pelo Supremo Tribunal Federal, não existindo recursos perante outros órgãos do Poder Judiciário. Pelo fato de o STF ser hierarquicamente superior aos demais tribunais, não seria possível que um órgão judicial inferior revisasse a decisão proferida pelo STF, pois isso comprometeria a hierarquia do Poder Judiciário. Além disso, a revisão das decisões do controle de constitucionalidade pelo Poder Executivo ou Legislativo também seria problemática, visto que tal competência deturparia o caráter jurisdicional do processo objetivo.
Porém, ainda que as ações de controle de constitucionalidade não adotem mais de um grau de jurisdição, ainda existe a possibilidade de recorrer perante o próprio Tribunal que manifestou a decisão: é o caso dos embargos de declaração e do agravo regimental contra decisões monocráticas.
Processo em que não adota ação rescisória
No processo tradicional, a ação rescisória é uma ação autônoma que possui como objetivo desfazer os efeitos da sentença já transitada em julgado, ocorrendo em hipóteses definidas na lei que comprometeriam a legalidade da decisão.  
Entretanto, a decisão final do processo objetivo não pode ser reexaminada através da ação rescisória, principalmente pelo fato de carecer de utilidade. Se a norma impugnada é declarada constitucional, não há efeito vinculante da decisão, sendo possível a qualquer momento os legitimados questionarem a constitucionalidade da norma novamente através de uma ação normal. Por outro lado, se a norma é considerada inconstitucional, automaticamente deixa de existir, não sendo possível qualquer um dos legitimados questionar a decisão sobre uma norma que não mais existe.

### Obras consultadas
- DIMOULIS, Dimitri.; LUNARDI, Soraya. Curso de Processo Constitucional (2016) : 4. ed. São Paulo: Editora Atlas.
- MENDES, Gilmar.; BRANCO, Paulo. Curso de Direito Constitucional : 9. ed. São Paulo: Editora Saraiva.
- LUNARDI, Soraya. Teoria do Processo Constitucional. São Paulo:Editora Atlas.
- ADI 466/DF, Rel. Min. Celso de Mello, DJ de 10-5-1991; ADI 3.367/DF, Rel. Min. Cezar Peluso, DJ de 17-3-2006.
- JUNIOS, Dirley da Cunha (2010). Controle de Constitucionalidade - Teoria e Prática. Editora JusPODVM
- SILVA, José Afonso (2009). Curso de direito constitucional positivo. Malheiros Editores 32 ed. Brasil: [s.n.] 926 páginas. ISBN 978-85-7420-929-6

- PAULO, Vicente; ALEXANDRINO, Marcelo (2009). Resumo de direito constitucional descomplicado. Editora Método 2 ed. São Paulo: [s.n.] ISBN 978-85-309-2842-1

- SIMÃO, Calil (2010). Elementos do sistema de controle de constitucionalidade. Editora SRS 1 ed. São Paulo: [s.n.] 224 páginas. ISBN 978-85-98030-75-3